# Mecynarcha apicalis
Mecynarcha apicalis là một loài bướm đêm trong họ Crambidae.